# トリュー級戦車揚陸艦
トリュー級戦車揚陸艦（フランス語: Bâtiments de Débarquement de Chars de type Trieux）は、フランス海軍が運用していた戦車揚陸艦（BDC）の艦級。

## 設計
設計面では、アメリカ海軍の戦車揚陸艦（LST）の派生型とされている。両舷のダビットにLCVP上陸用舟艇を計4隻搭載できる。上陸部隊としては、170名を基本として、短期間であれば329名の収容も可能であった。また補給任務の場合、糧食1,000トン、飲料水400トン、ディーゼル燃料270トンを搭載できた。
1960年代後半には、海外領土での補給任務にあたることになった「トリュー」および「ブラヴェ」において、艦橋直前にアルエット・ヘリコプター2機分のハンガーを設置する改修が行われた。

## 同型艦一覧
| #      | 艦名              | 起工      | 竣工       | 除籍       |
| ------ | ----------------- | --------- | ---------- | ---------- |
| L 9007 | トリュー Trieux   | 1958年4月 | 1960年3月  | 1988年12月 |
| L 9003 | アルジャン Argens | 1958年7月 | 1960年6月  | 1985年12月 |
| L 9009 | ブラヴェ Blavet   | 1959年1月 | 1961年1月  | 1986年9月  |
| L 9008 | ディーヴ Dives    | 1959年8月 | 1961年4月  | 1986年4月  |
| L 9004 | ビダソア Bidassoa | 1960年1月 | 1961年10月 | 1987年4月  |